# IC 130
IC 130 ist eine Spiralgalaxie vom Hubble-Typ Sa pec im Sternbild Walfisch südlich des Himmelsäquators. Sie ist schätzungsweise 591 Millionen Lichtjahre von der Milchstraße entfernt und hat einen Durchmesser von etwa 85.000 Lj.
Im selben Himmelsareal befindet sich u. a. die Galaxie IC 141.
Das Objekt wurde am 2. September 1892 vom französischen Astronomen Stéphane Javelle entdeckt.